# Jardins du manoir d'Eyrignac

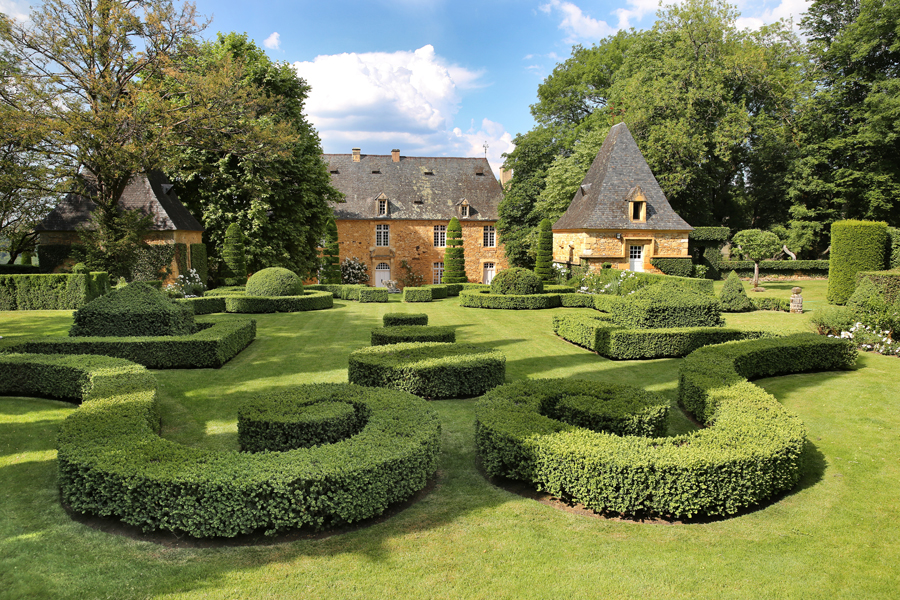
Jardins du manoir d'Eyrignac.

Jardins du manoir d'Eyrignac är belägna i Salignac-Eyvigues i Dordogne i Périgord noir (regionen Nouvelle-Aquitaine). De fick märket Remarkable Garden 2005 och har tagits med i den kompletterande listan över historiska monument från 1600- och 1700-talen sedan 1986. De ligger inte långt från grottorna i Lascaux och Sarlat-la-Canéda.